# استان خان یونس
استان خان یونس (به عربی: محافظة خان يونس) یکی از ۱۶ استان فلسطین در جنوب نوار غزه است که توسط دولت فلسطین اداره می‌شود. براساس داده‌های اداره مرکزی آمار فلسطین در سال ۲۰۰۶ میلادی جمعیت آن ۲۸۰٬۰۰۰ تن بوده است.
مرکز این استان، شهر خان یونس است.

## شهرها
- خان یونس (مرکز استان)
- عبسان الکبیره
- بنی سهیلا

## شهرداری‌ها
- عبسان الصغیره
- Khuza'a, Khan Yunis
- القرارا